# Cardiocondyla venustula
Cardiocondyla venustula är en myrart som beskrevs av Wheeler 1908. Cardiocondyla venustula ingår i släktet Cardiocondyla och familjen myror. Inga underarter finns listade.

## Bildgalleri

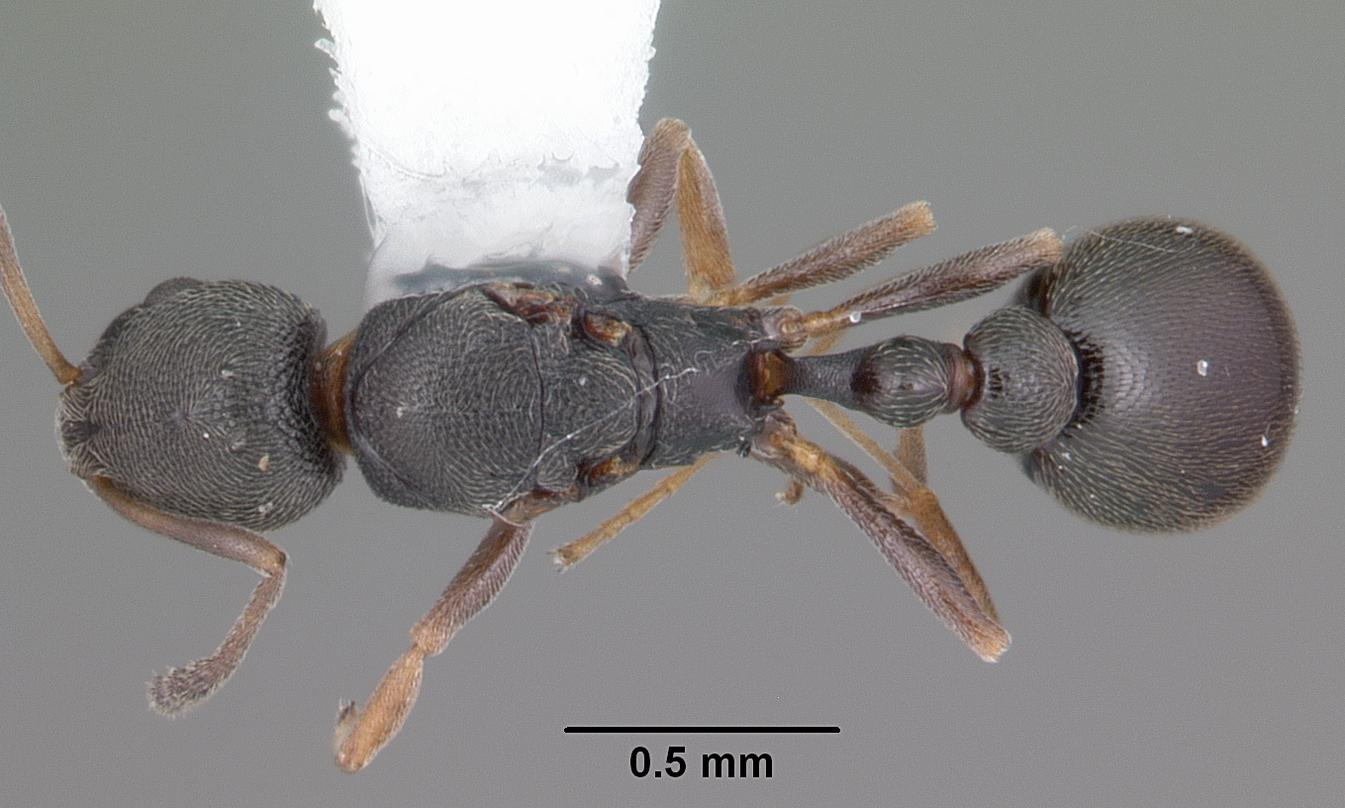
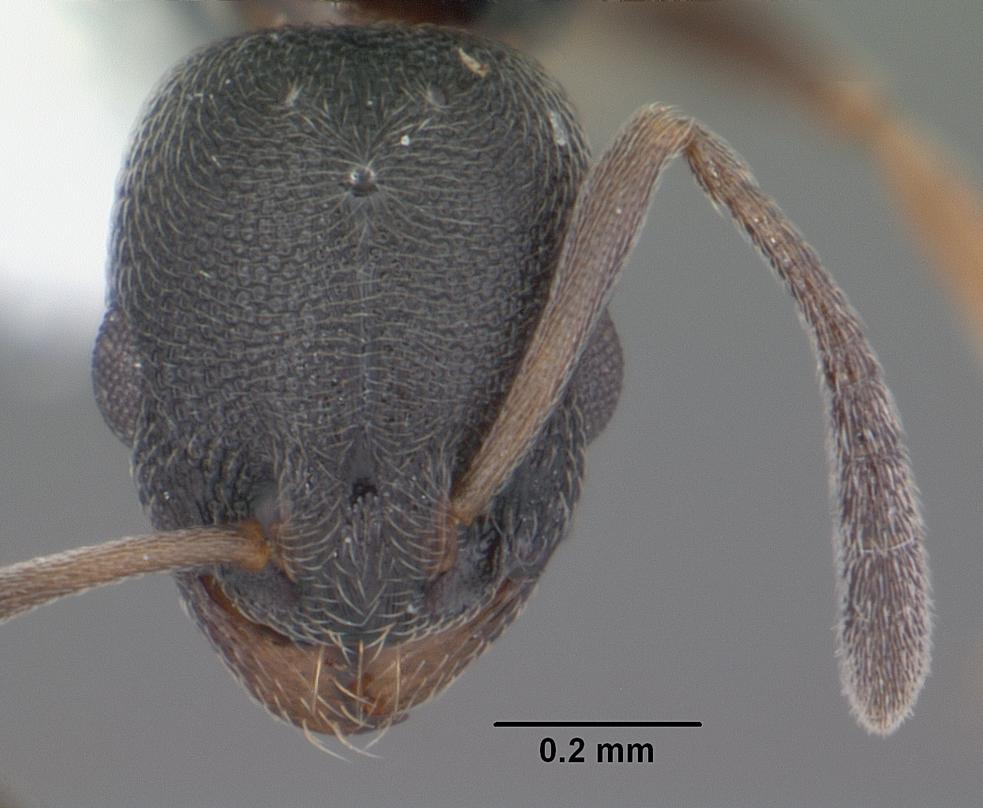
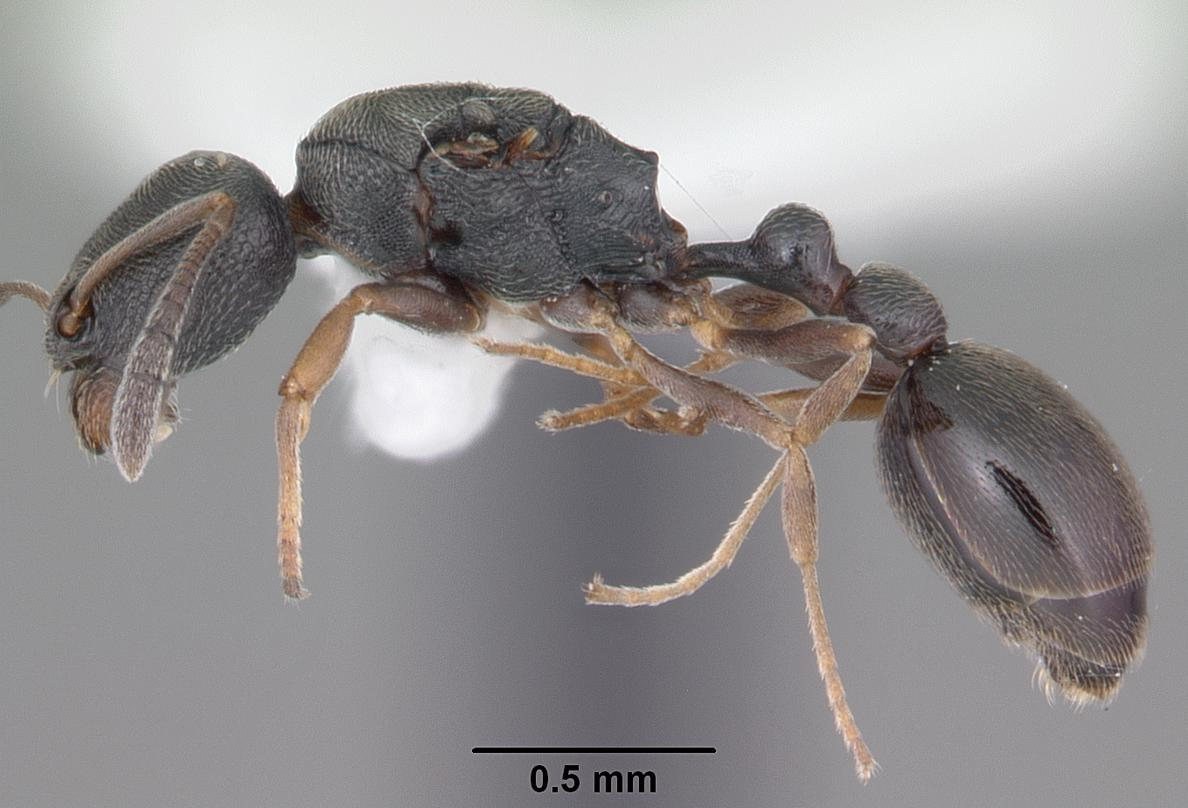
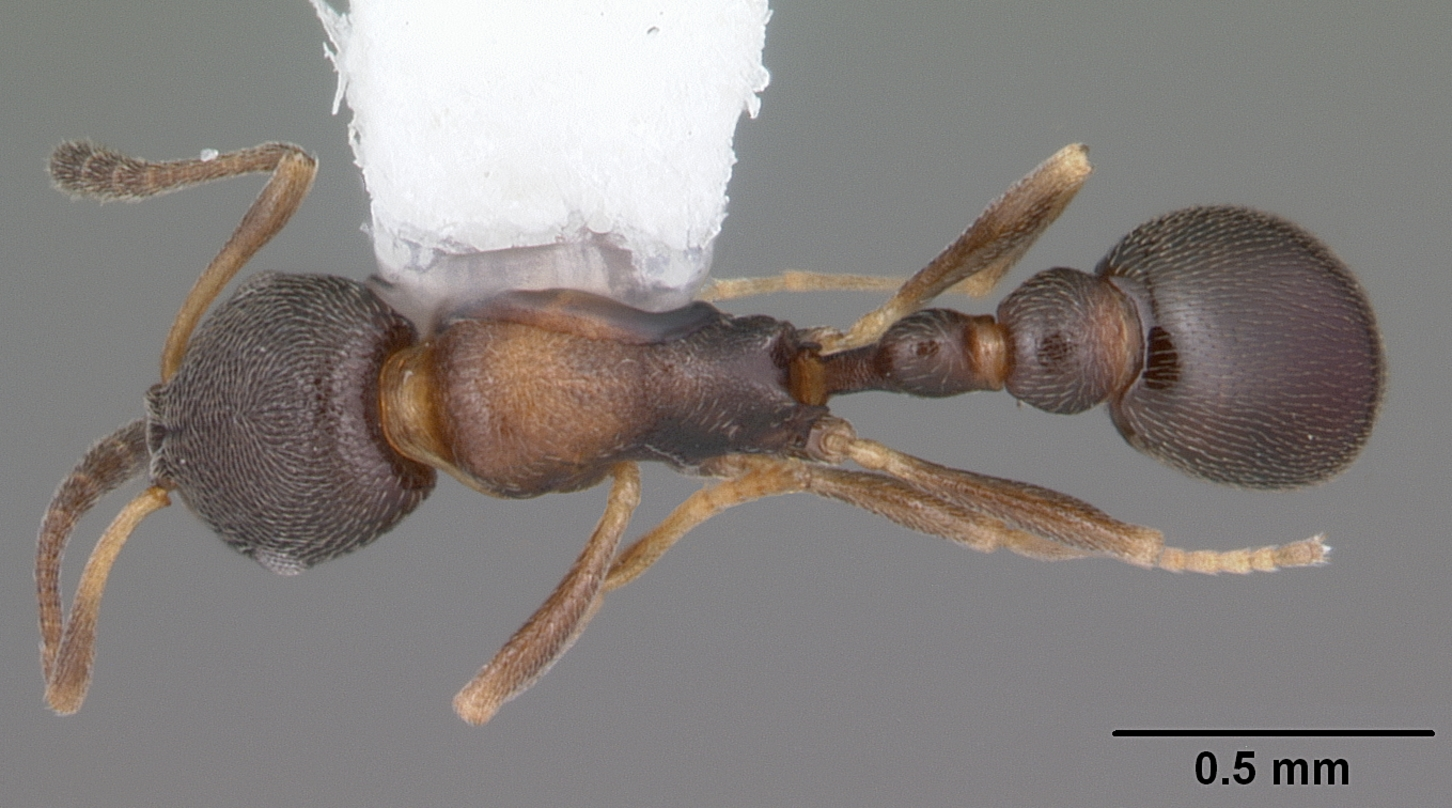
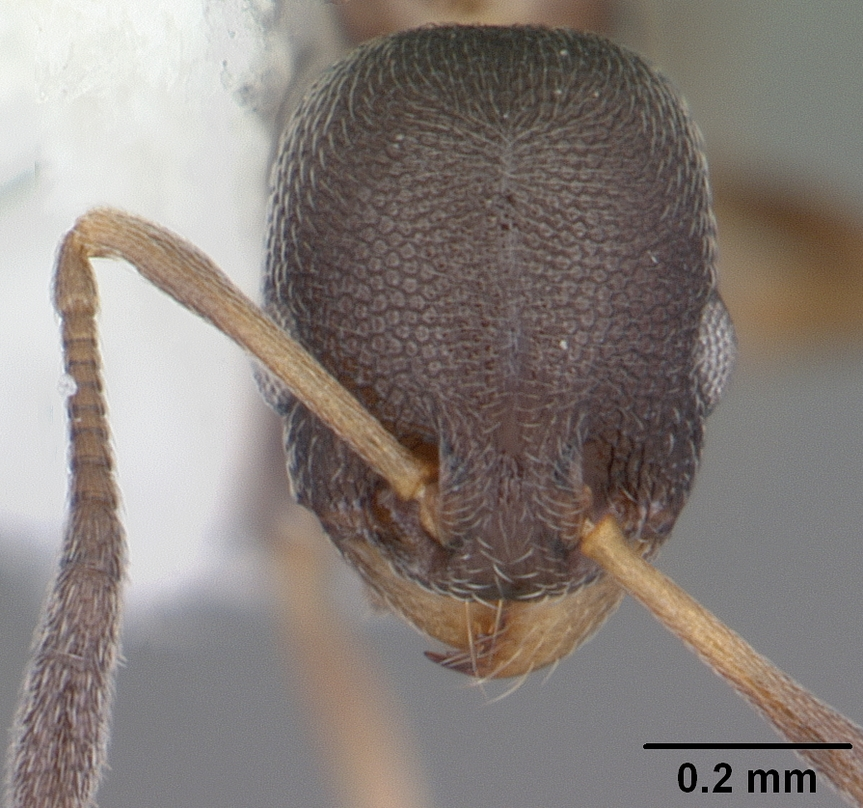
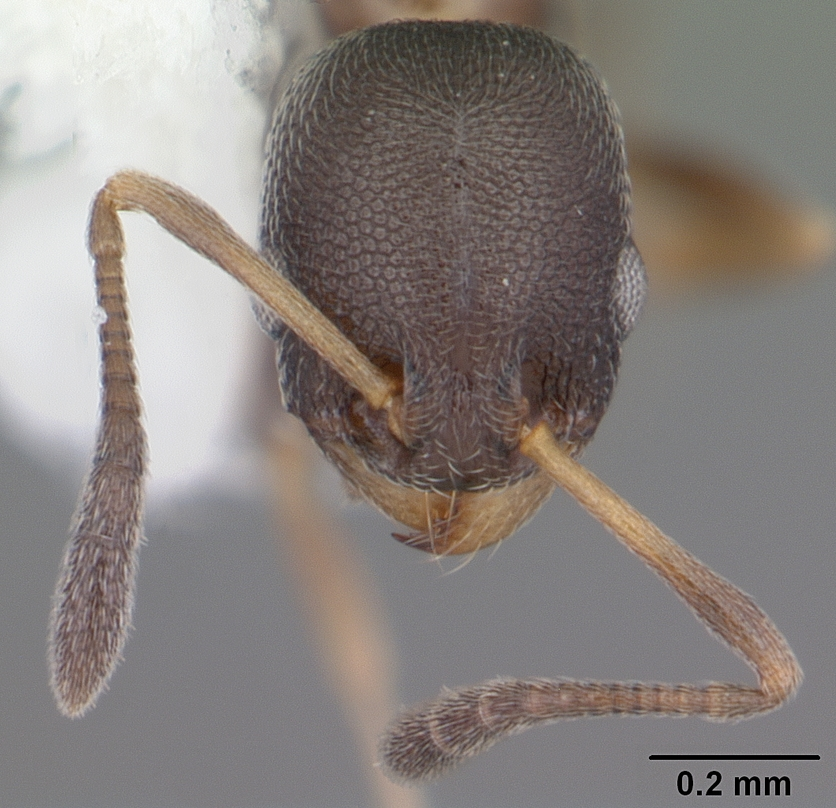